# Trâm lạc thai
Trâm lạc thai (danh pháp khoa học: Syzygium abortivum) là một loài thực vật có hoa trong Họ Đào kim nương. Loài này được (Gagnep.) Merr. & L.M.Perry miêu tả khoa học đầu tiên năm 1938.